# ARA Worblental

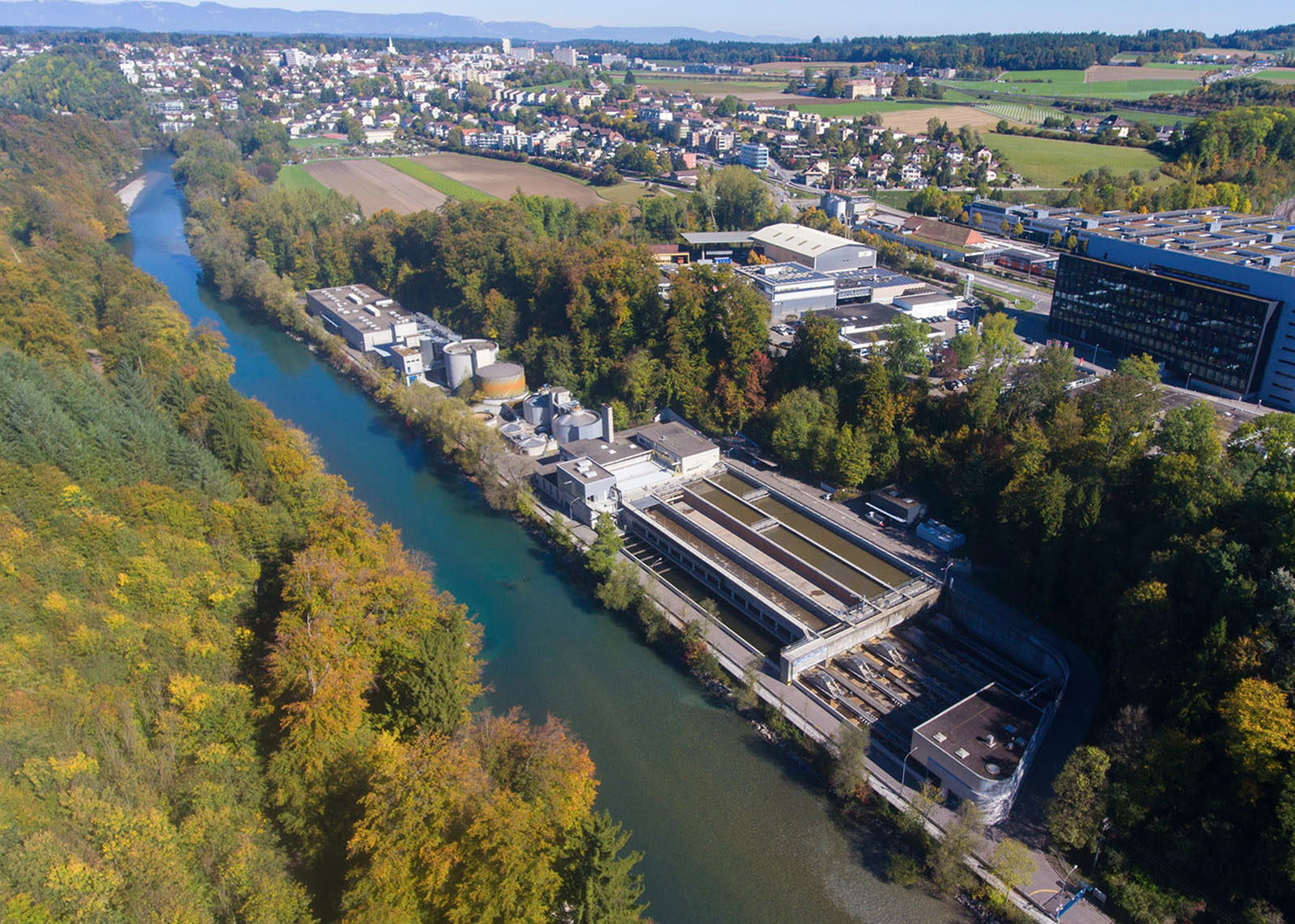
Luftbild der Anlage

Die ARA Worblental ist die drittgrösste Abwasserreinigungsanlage im Kanton Bern bzw. unter den 15 grössten ARA der Schweiz. Die Anlage befindet sich im Ort Worblaufen in der Berner Agglomerationsgemeinde Ittigen und liegt an der Aare.

## Geschichte

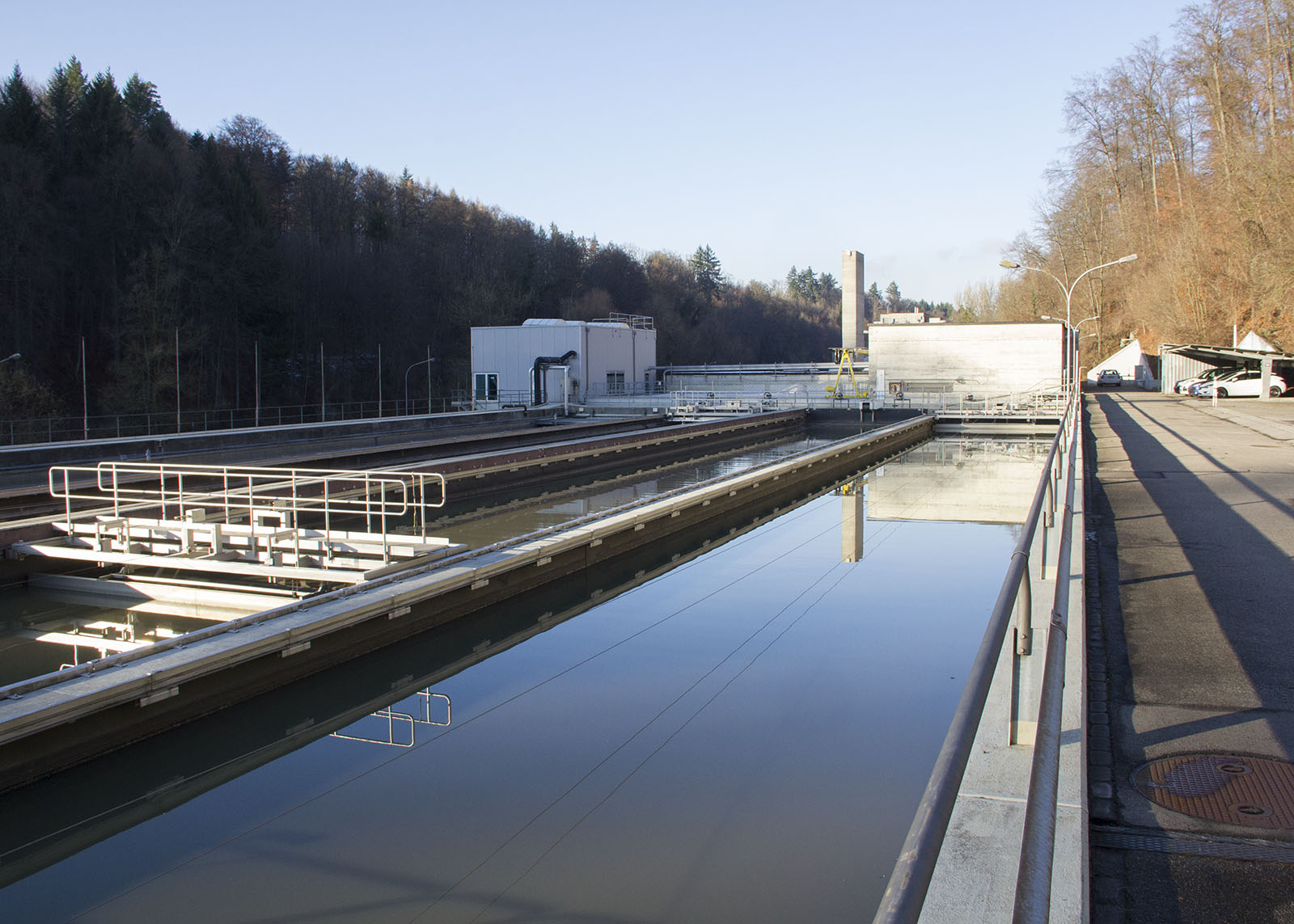
Vorklärbecken

Der Gemeindeverband ARA Worblental wurde 1960 gegründet. 1971 wurde die Abwasserreinigungsanlage in Betrieb genommen. In den Jahren 2002, 2010 und 2011 wurden die Schlammbehandlung, das Schlammräumsystem im Vorklärbecken bzw. die Belebtschlammanlage erneuert. Dazwischen, im Jahr 2007, wurde die Festbettbiologie in Betrieb genommen, womit die Anlage eine der modernsten und leistungsstärksten Abwasserreinigungsanlagen der Schweiz wurde. Die eigene Schlammentwässerung wurde 2016 in Betrieb genommen. 2018 wurden regional relevante Abwasserkanäle und Sonderbauwerke von den Standortgemeinden übernommen.

## Einzugsgebiet
Das Einzugsgebiet der ARA umfasst die Gemeinden Arni, Biglen, Grosshöchstetten, Worb, Vechigen, Stettlen, Bolligen und Ittigen im Worblental sowie Ostermundigen und Zollikofen. Zudem ist als Vertragspartnerin die Gemeinde Münsingen beteiligt.

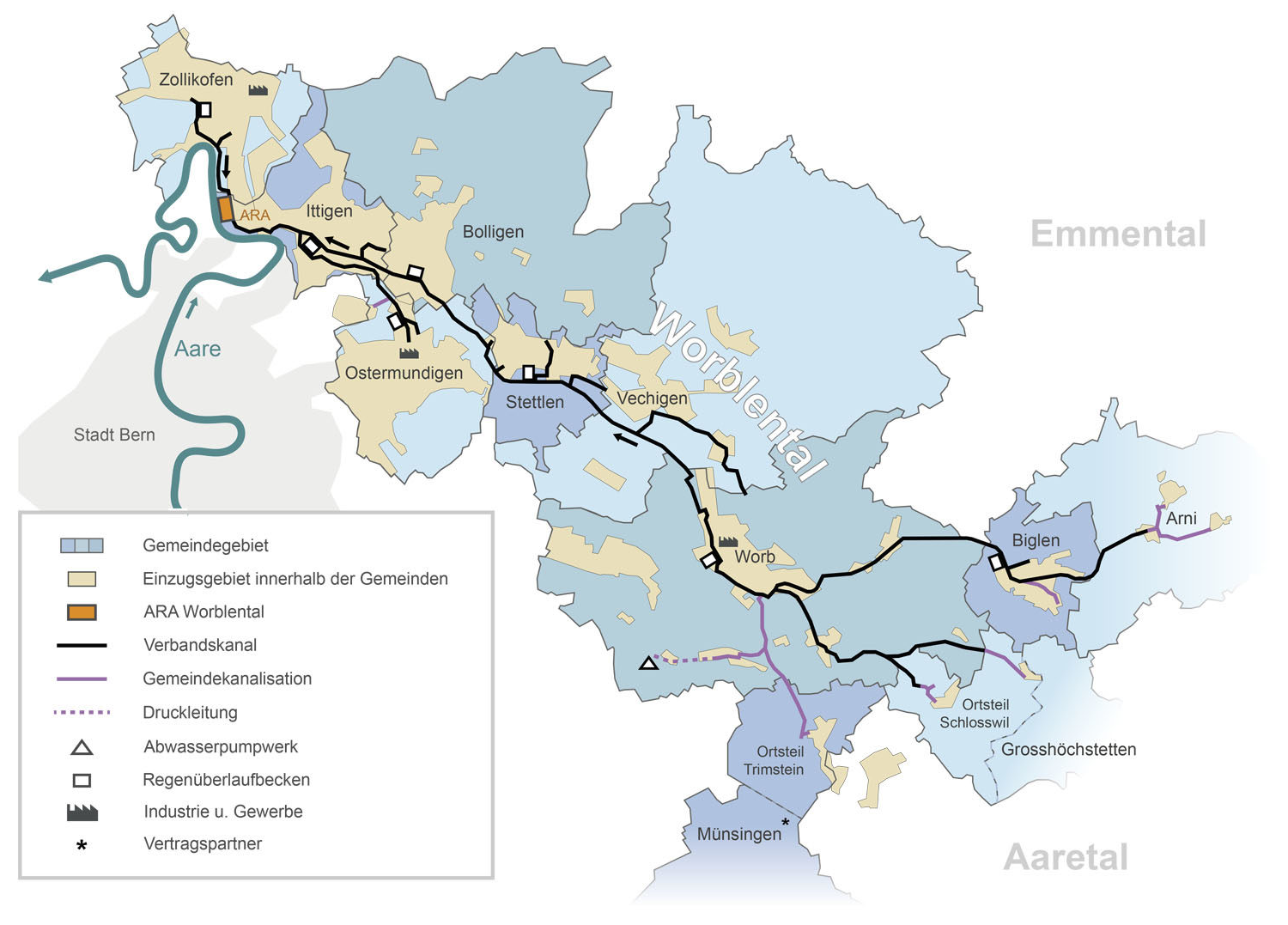
Einzugsgebiet und Kanalisationsnetz der ARA Worblental

Es umfasst eine Fläche von rund 99 km² mit ca. 70'000 Einwohnern, einem 39 km langem Kanalsystem, acht Regenüberlaufbecken sowie weiteren Sonderbauwerke.

## Technik

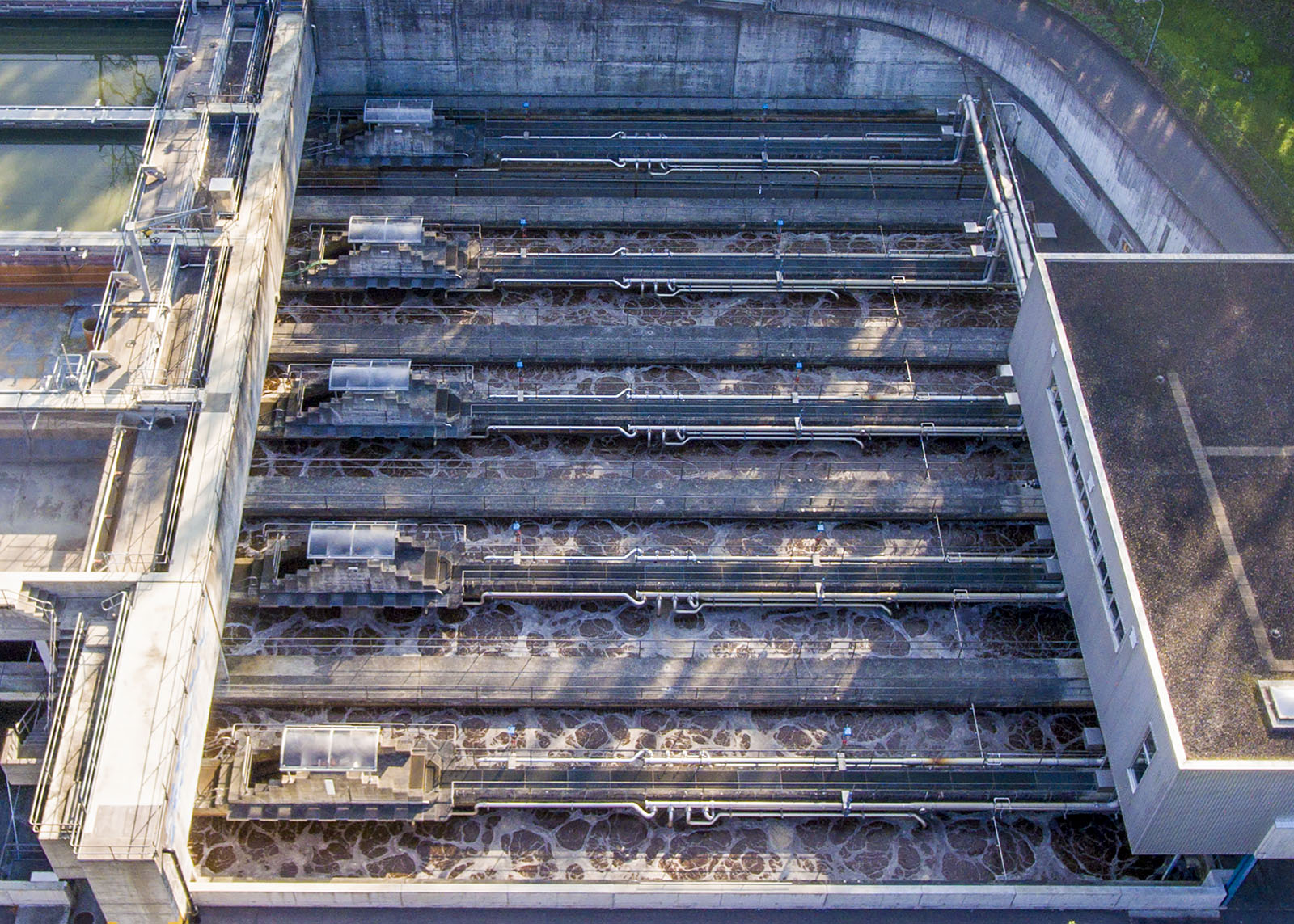
Belebtschlammanlage

In der ARA Worblental werden täglich rund 33’000 Kubikmeter Schmutzwasser gereinigt. Dieses durchläuft drei Reinigungsstufen:
- Mechanische Vorreinigung: Durch den Grobrechen, den Sandfang, den Feinrechen, das Regenüberlaufbecken sowie das Vorklärbecken werden Feststoffen wie Papier, Fäkalien und Sand entfernt.
- Biologische Reinigungsstufe: In der Belebtschlammanlage, dem Nachklärbecken sowie der Festbettanlage werden im Wasser gelösten Verunreinigungen durch Mikroorganismen abgebaut.
- Chemische Reinigungsstufe: In der Fällmittelstation werden durch Zugabe eines Fällmittels werden im Wasser gelöste Phosphate aus dem Abwasser entfernt.

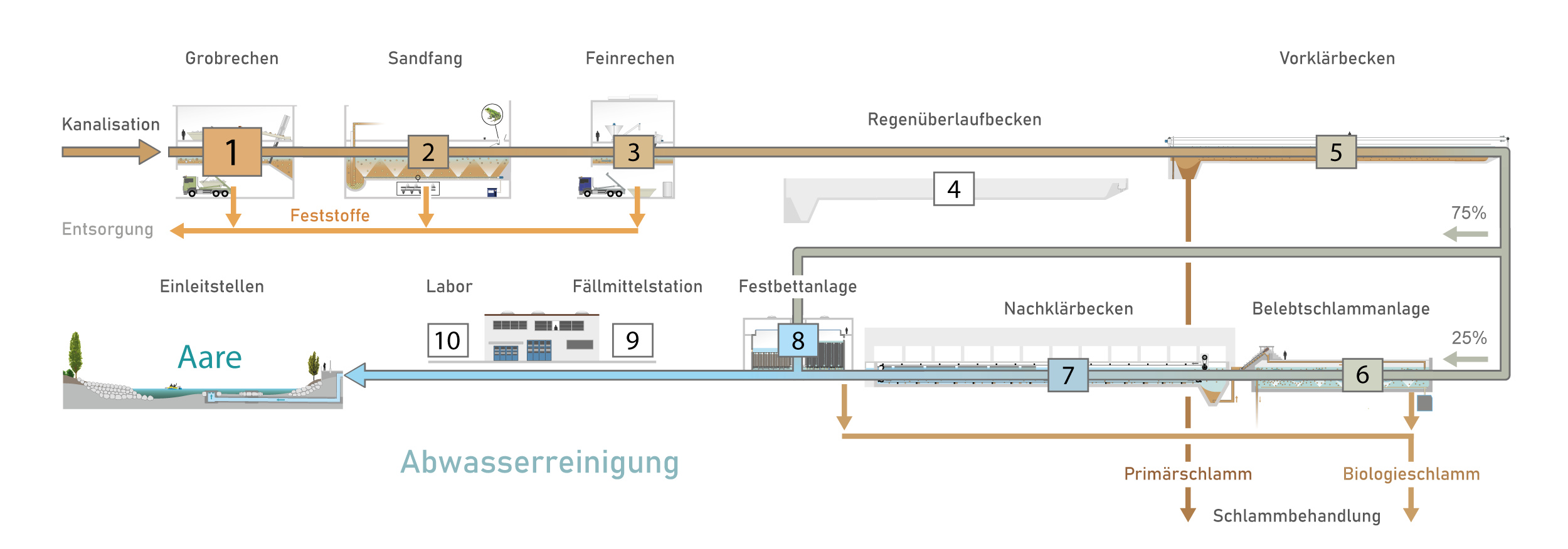
Fliesschema der Abwasserreinigung

Zur Elimination von Spurenstoffen müssen in der Schweiz bis spätestens 2040 rund hundert ARA mit einer zusätzlichen Reinigungsstufe ausgerüstet werden. Es ist vorgesehen, dass die ARA Worblental bis 2035 ausgebaut wird.
Das gereinigte Abwasser wird in die Flussmitte der Aare eingeleitet.

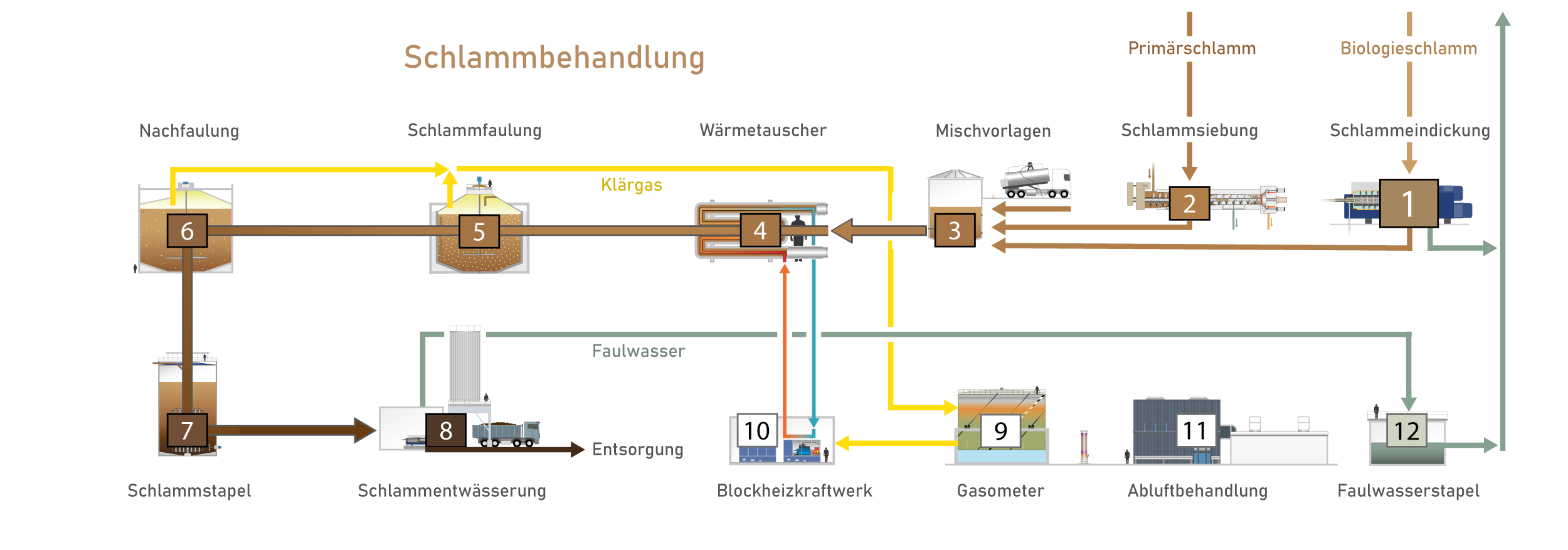
Fliesschema der Schlammbehandlung